# Jožica Simonič Kunej
Jožica Simonič Kunej, slovenska zobozdravnica, * 18. julij 1946, Žiberci, † 31. december 2012.

## Odlikovanja in nagrade
Leta 1999 je prejela častni znak svobode Republike Slovenije z naslednjo utemeljitvijo: »za življenjsko delo na področju zobozdravstvene preventive in zobnega zdravljenja otrok«.